# Gloria Campaner
Gloria Campaner (Jesolo, 5 aprile 1986) è una pianista italiana.

## Biografia

### Gli inizi
Inizia a suonare il pianoforte da bambina con Daniela Vidali per poi studiare con Bruno Mezzena e Konstantin Bogino. Successivamente si trasferisce a Karlsruhe e si perfeziona con Fany Solter alla Hochschule für Musik.

### Carriera
Gloria inizia a esibirsi a livello internazionale in Inghilterra, Cina, Libano, Sudafrica, Spagna, Giappone, Stati Uniti, Myanmar, Sud America. Si dedica alla musica da camera, collaborando con artisti come Johannes Moser, Angela Hewitt, Igudesman & Joo, il Quartetto di Cremona, Sergey Krylov e Alessandro Carbonare. Parallelamente si interessa alla musica contemporanea, eseguendo in prima assoluta lavori di compositori quali Marton Illès, Marcello Abbado, Jorg Widmann, Vittorio Montalti e Giovanni Sollima.
Nel 2013 pubblica il suo primo album, Piano Poems, dedicato al repertorio di Sergej Vasil'evič Rachmaninov e Robert Schumann.
Nel corso degli anni si è cimentata in diversi generi musicali suonando con i musicisti jazz Leszek Mozdzer, Stefano Bollani e con artisti nell’ambito della musica elettronica come Boosta. Nel 2015 ha partecipato al progetto Hq Program con la compagnia olandese Gotra Ballet, diretta da Joost Vrouenraets ed è stata protagonista con lo scultore Pinuccio Sciola e il pianista Leszek Mozdzer del documentario The Heart Of Stone per la regia di Luca Scarzella trasmesso da Sky Arte.
Nel 2018 diventa direttrice artistica dell’Associazione Musicale Vincenzo Bellini di Messina e ottiene la cattedra di pianoforte a Port Elizabeth, insegnando al Nelson Mandela University.
Nel 2021 ha partecipato al documentario "Ludwig van Beethoven, 5 cose da sapere sulla sua musica", di Alessandro Baricco, e I migliori anni della nostra vita, che tratta argomenti quali storia, letteratura e musica insieme a Alessandro Carbonare, Enrico Dindo e Sergey Krylov.
Sempre nel 2021 ha suonato in trio con Alessandro Carbonare e Mario Stefano Pietrodarchi in un concerto dedicato a Piazzolla al Millennium Theatre di Dubai, in occasione della manifestazione Expo.
È stata ospite due volte al Senato della Repubblica nell'ambito di "Senato&Cultura".

### Altre attività
Gloria Campaner ha fondato il laboratorio creativo C# See Sharp, un metodo multidisciplinare finalizzato alla gestione delle risorse psicologiche e dell'emotività legate alla performance musicale ed agli eventi in pubblico.

### Vita privata
Vive a Torino con il marito Alessandro Baricco.

## Discografia
- 2013 Piano Poems :  Rachmaninov, Schumann, EMI.[22]
- 2016 Rachmaninoff Concerto per pianoforte e orchestra n. 2 con l'Orchestra Sinfonica Nazionale della RAI e Juraj Valčuha CD Live, Warner Classics[23]
- 2018 Robert Schumann Concerto per pianoforte e orchestra; Orchestra Filarmonica della Fenice e John Axelrod registrato al Gran Teatro La Fenice (Nomination ICMA)
- 2018 Live at Enter con Leszek Możdżer, Outside Music[24]
- 2021 Fryderyk Chopin 24 Préludes op.28, Warner Classics[25]
- 2022 Ludwig van Beethoven Concerto per pianoforte e orchestra n. 5 "Imperatore", Sinfonia n. 7; Orchestra da Camera Canova, Enrico Saverio Pagano (direttore). CD Live, MM/Sony Music.(Nomination ICMA 2023)[26]

## Riconoscimenti
- 2009: Primo Premio International Ibla Grand Prize
- 2010: Medaglia d’Argento II Concorso Internazionale Paderewski di Los Angeles 2010
- 2010: Ambasciatore Europeo per la Cultura[27]
- 2014: Fellowship Borletti Buitoni Trust